# Arborg (Manitoba)
Arborg es un pueblo canadiense situado en la provincia de Manitoba.

## Superficie
Arborg tiene una superficie de 2,22 km².

## Demografía
En 2021, tenía 1279 habitantes, una densidad poblacional de 576,6 hab./km², y 531 viviendas.